# Zulialana coalescens
Zulialana coalescens là một loài chân đều trong họ Cirolanidae. Loài này được Botosaneanu & Viloria miêu tả khoa học năm 1993.